# Rodberg
Rodberg war eine alte bäuerliche Ansiedlung (fränkische Honnschaft) und gehörte zur Reichsabtei Werden.
Sie lag oberhalb der Ruhr, zwischen Hinsbeck und Werden, an der Grenze zu Dilldorf. Am 12. Oktober 1499 wurde in einer Landscheidung vor dem Gericht Werden die Grenze zwischen der Honnschaft Rodberg und der hardenbergischen Bauerschaft Rottberg unter Befragung von Zeugen festgelegt.
Am 15. Januar 1875 wurde aus den Honnschaften (Hundertschaften) Rodberg und Hinsbeck, die bis dahin zur Gemeinde Siebenhonnschaften in der Bürgermeisterei Werden-Land gehörten, die Gemeinde Kupferdreh gebildet. 
1899 kam das ursprünglich zur Bürgermeisterei Hardenberg in Neviges gehörende Dilldorf zur Bürgermeisterei Kupferdreh. 
1930 wurde durch Grenzbegradigung ein kleiner Teil von Rodberg abgesplittet und der Stadt Velbert zugeordnet. Dieser kleine Teil liegt heute in der Gemarkung Kleinumstand im Stadtteil Hefel.
Es gab auch Steinkohlen-Bergbau in dieser Gegend, denn im Jahre 1528 wurde erstmals der „Sickelberger Stollen“ in Rodberg genannt. 1787 wird die „Zeche Tiefe“ in Rodberg genannt.
Die Kruppsche Nachtscheinanlage, welche von der Luftwaffe zur Täuschung der alliierten Bomber auf dem Rottberg und dem angrenzenden Ludscheid angelegt wurde, zog zahlreiche Bombenangriffe auch auf die ländliche Umgebung nach sich.

## Wappen

Wappen von Rodberg

Blasonierung: „Mit Zinne geteilt in Gold (Gelb) und Blau, belegt mit einer goldenen (gelben) aufrechten Saufeder.“
Das Wappen wurde von Kurt Schweder entworfen und hatte nie offiziellen Charakter. Ende der 1980er Jahre schuf der Heraldiker für alle Essener Stadtteile Wappen.

Das Wappen ist ein sogenanntes "redendes Wappen"; die Speerspitze (hier eine Saufeder) steht für "Rod-" (von "roden") und die Zinne für "-berg". Die Farben sind die Essener Farben.